# Chester (Montana)
Chester è una town degli Stati Uniti d'America situata in Montana, nella contea di Liberty.